# Liane Winter
Liane Winter, nemška atletinja, * 24. junij 1942, Nemčija, † 17. januar 2021.
Ni nastopila na poletnih olimpijskih igrah. Leta 1971 je osvojila Budimpeštanski maraton, leta 1975 Marylandski maraton in kot prva neameriška atletinja Bostonski maraton ter trikrat zapored med letoma 1976 in 1978 Schwarzwaldski maraton. 21. aprila 1975 je postavila svetovni rekord v maratonu, ki ga je držala le dva tedna.
| Rekordi                       | Rekordi                                                     | Rekordi                        |
| ----------------------------- | ----------------------------------------------------------- | ------------------------------ |
| Predhodnik: Jacqueline Hansen | Svetovna rekorderka v maratonu 21. april 1975 – 3. maj 1975 | Naslednik: Christa Vahlensieck |